# Chained to the Rhythm
"Chained to the Rhythm" é uma canção da artista musical estadunidense Katy Perry, contida em seu quinto álbum de estúdio, Witness (2017). Conta com a participação do cantor jamaicano Skip Marley. Foi composta por ambos cantores juntamente com Sia Furler, Max Martin e Ali Payami, sendo produzida por Martin e Payami.  O seu lançamento como o primeiro single do disco ocorreu em 10 de fevereiro de 2017, através da Capitol Records.

## Antecedentes
Em agosto de 2016, Perry declarou que pretendia fazer um material "que conecte, relacione e inspire [pessoas]" e contou  ao Ryan Seacrest que "estava se divertindo muito, porém experimentado e tentando diferentes produtores, diferentes colaboradores e diferentes estilos".  Em 8 de fevereiro de 2017, numa campanha global para o novo single, fãs em todo o mundo caçaram bolas de discoteca e compartilharam seu tesouro como parte de um novo impulso promocional.

## Vídeo musical
Em 21 de fevereiro foi lançado o vídeo acompanhante de "Chained to the Rhythm" através do serviço Vevo, sendo dirigido por Mathew Cullen. Suas gravações principais ocorreram no parque temático Six Flags Magic Mountain localizado em Valencia, Santa Clarita, Califórnia – onde Perry anda em uma versão estilizada da montanha-russa Full Throttle. Antes de seu lançamento oficial foi liberado uma prévia de trinta e um segundos através da conta do Twitter de seu alter ego Kathy Beth Terry.

## Faixas e formatos
| Download digital |                                           |         |  |
| N.º              | Título                                    | Duração |  |
| 1.               | "Chained to the Rhythm" (com Skip Marley) | 3:57    |  |

## Créditos
Lista-se abaixo os profissionais envolvidos na elaboração de "Chained to the Rhythm", de acordo com o site TIDAL.
Gravação
- Gravado em MXM Studios (Los Angeles, Califórnia) e Wolf Cousins Studios (Estolcomo, Suécia)
- Mixado em MixStar Studios (Virginia Beach, Virginia)
- Masterizado em Sterling Sound (Nova York, Nova York)

Publicação
- Publicada pelas empresas MXM Music (ASCAP) — administrada pela Kobalt Songs Music Publishing, Inc. —, When I'm Rich You'll Be My Bitch (ASCAP) — administrada pela WB Music Corp., Wolf Cousins (STIM), Warner Chappell Music Scand e Ma-Jay Publishing (STIM) —, Levi Sky LLC — administrada pela Blue Mountain Music, Ltd. (BMI) —, Pineapple Lasagne/Sony/ATV Music Publishing (ASCAP)
- Skip Marley aparece cortesia de Island Records

Produção
| - Katy Perry: composição, vocalista principal, vocalista de apoio - Skip Marley: composição, vocalista participante, vocalista de apoio - Max Martin: composição, vocalista de apoio, produção, teclado, programação - Sia Furler: composição, vocalista de apoio - Ali Payami: composição, produção, baixo elétrico, bateria, palmas, percussão, piano, programação, programação de sintetizador | - Peter Karlsson: edição vocal, percussão - Cory Bice: assistência de engenharia de gravação - Jeremy Lertola: assistência de engenharia de gravação - Serban Ghenea: mixagem - John Hanes: engenharia de mixagem - Sam Holland: engenharia de mixagem |

## Desempenho nas tabelas musicais
| Tabela musical (2017)                                  | Melhor posição |
| ------------------------------------------------------ | -------------- |
| Alemanha (Media Control Charts)                        | 6              |
| Austrália (ARIA Charts)                                | 4              |
| Áustria (Ö3 Austria Top 40)                            | 7              |
| Bélgica (Ultratop 50 de Flandres)                      | 6              |
| Bélgica (Ultratop 40 da Valônia)                       | 5              |
| Brasil (Brasil Hot 100 Airplay)                        | 69             |
| Brasil (Brasil Hot Pop & Popular)                      | 11             |
| Canadá (Canadian Hot 100)                              | 3              |
| Colômbia (National Report)                             | 57             |
| Coreia do Sul (Gaon Music Chart)                       | 58             |
| Dinamarca (Tracklisten)                                | 10             |
| Escócia (The Official Charts Company)                  | 3              |
| Eslováquia (IFPI Slovenská Republika)                  | 5              |
| Espanha (Productores de Música de España)              | 4              |
| Estados Unidos (Billboard Hot 100)                     | 4              |
| Estados Unidos (Pop Songs)                             | 8              |
| Estados Unidos (Adult Pop Songs)                       | 7              |
| Estados Unidos (Adult Contemporary)                    | 18             |
| Finlândia (IFPI Finlândia)                             | 8              |
| França (Syndicat National de l'Édition Phonographique) | 7              |
| Grécia (Greece Digital Songs)                          | 7              |
| Hungria (Magyar Hanglemezkiadók Szövetsége)            | 5              |
| Japão (Japan Hot 100)                                  | 31             |
| Irlanda (Irish Recorded Music Association)             | 6              |
| Itália (Federazione Industria Musicale Italiana)       | 10             |
| Líbano (The Official Lebanese Top 20)                  | 3              |
| México (Mexico Inglés Airplay)                         | 1              |
| Noruega (VG-lista)                                     | 8              |
| Nova Zelândia (NZ Top 40 Singles)                      | 8              |
| Países Baixos (MegaCharts)                             | 14             |
| Polónia (Związek Producentów Audio Video)              | 4              |
| Reino Unido (UK Singles Chart)                         | 5              |
| Chéquia (IFPI Česká Republika)                         | 6              |
| Suécia (Sverigetopplistan)                             | 9              |
| Suíça (Schweizer Hitparade)                            | 6              |
| União Europeia (Euro Digital Songs)                    | 3              |

| País (Empresa)             | Certificação |
| -------------------------- | ------------ |
| Alemanha (BVMI)            | Ouro         |
| Austrália (ARIA)           | Platina      |
| Bélgica (BEA)              | Ouro         |
| Brasil (Pro-Música Brasil) | Ouro         |
| Canadá (Music Canada)      | 2× Platina   |
| Dinamarca (IFPI Dinamarca) | Ouro         |
| Espanha (PROMUSICAE)       | Platina      |
| Estados Unidos (RIAA)      | Platina      |
| França (SNEP)              | 2× Platina   |
| Itália (FIMI)              | 2× Platina   |
| Nova Zelândia (RMNZ)       | Ouro         |
| Reino Unido (BPI)          | Platina      |

## Histórico de lançamento
| País           | Data                    | Formato           | Gravadora  |
| -------------- | ----------------------- | ----------------- | ---------- |
| Itália         | 10 de fevereiro de 2017 | Rádios mainstream | Universal  |
| Reino Unido    | 10 de fevereiro de 2017 | Rádios mainstream | Virgin EMI |
| Estados Unidos | 14 de fevereiro de 2017 | Rádios mainstream | Capitol    |